# Garfield (Atari 2600)
Garfield is een nooit uitgebracht computerspel gebaseerd op de gelijknamige stripserie. Als het spel wel uit was gebracht, zou dit het eerste Garfield-computerspel zijn geweest.

## Ontwikkeling
Het spel werd ontworpen door Atari en zou uitkomen in 1984. Deze plannen werden echter geannuleerd door toedoen van de videospelcrash uit 1983, waarbij de markt voor computerspellen geheel instortte. Volgens Atari Protos zou het spel waarschijnlijk het grootste Atarispel ooit zijn geweest als het was uitgebracht.
Volgens de website van Atari bestaat er nog maar 1 kopie van het spel, en die zou in handen zijn van de producer. De rom file van het spel is echter terug te vinden op rom websites.

## Plot
In het spel zou de speler Garfield moeten helpen de buurt bij zijn huis te verkennen, hamburgers te eten, Nermal te vangen en Odie te ontlopen.